# Arroyo del Arenal Grande (Arroyo del Tala)
Der Arroyo del Arenal Grande ist ein Fluss in Uruguay.
Er entspringt auf dem Gebiet des Departamento Canelones in der Cuchilla Grande ostsüdöstlich von San Bautista südlich der Ruta 81. Von dort fließt er zunächst nach Norden und nach einer Richtungsänderung weiter nach Nordwesten. Er unterquert auf seinem Weg die Ruta 7 und die Ruta 65 und wird von den rechtsseitigen Zuflüssen Arroyo del Arenal Chico und Aristeguy gespeist. Schließlich mündet er östlich von Castellanos etwa einen Kilometer flussaufwärts der Mündung des Arroyo del Cuadro linksseitig in den Arroyo del Tala.